# Вељка Мача
Вељка Мача (слч. Veľká Mača) насељено је мјесто са административним статусом сеоске општине (слч. obec) у округу Галанта, у Трнавском крају, Словачка Република.

## Становништво
| Година:    | 1994. | 2004.   | 2014.   | 2024.   |
| ---------- | ----- | ------- | ------- | ------- |
| Број људи: | 2559  | 2614    | 2571    | 2560    |
| Разлика:   |       | +2,14 % | -1,64 % | -0,42 % |

| Година:    | 2023. | 2024.   |
| ---------- | ----- | ------- |
| Број људи: | 2564  | 2560    |
| Разлика:   |       | -0,15 % |

Према подацима о броју становника из 2011. године насеље је имало 2.617 становника.